# Placówka Straży Granicznej I linii „Osmołoda”
Placówka Straży Granicznej I linii „Osmołoda” – jednostka organizacyjna Straży Granicznej pełniąca służbę ochronną na granicy polsko-czechosłowackiej w okresie międzywojennym.

## Formowanie i zmiany organizacyjne

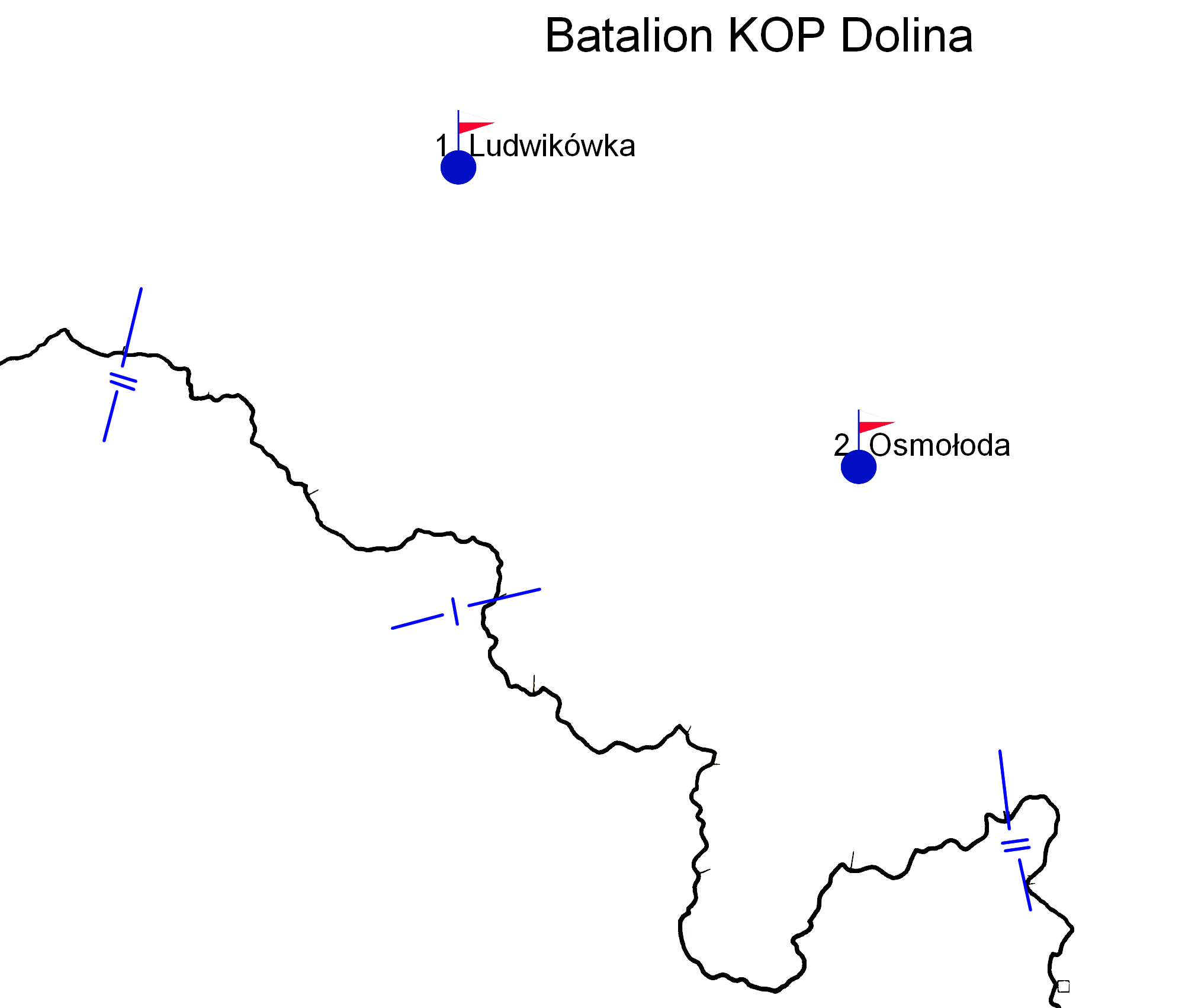
Szkic rozmieszczenia baonu KOP „Dolina”

Rozporządzeniem Prezydenta Rzeczypospolitej Polskiej Ignacego Mościckiego z 22 marca 1928 roku, do ochrony północnej, zachodniej i południowej granicy państwa, a w szczególności do ich ochrony celnej, powoływano z dniem 2 kwietnia 1928 roku  Straż Graniczną.
Rozkazem nr 5 z 16 maja 1928 roku w sprawie organizacji Małopolskiego Inspektoratu Okręgowego dowódca Straży Granicznej gen. bryg. Stefan Pasławski określił strukturę organizacyjną komisariatu SG „Nadwórna”. Placówka Straży Granicznej I linii „Osmołoda” znalazła się w jego strukturze.
Na początku 1939 roku 1 pułk piechoty KOP „Karpaty” przejął od Straży Granicznej odcinek granicy polsko-węgierskiej. Placówka Straży Granicznej I linii „Osmołoda” została rozwiązana. Batalion KOP „Delatyn” zorganizował między innymi strażnicę KOP „Osmołoda”.

## Służba graniczna
Sąsiednie placówki:
- placówka Straży Granicznej I linii „Klauza” ⇔ placówka Straży Granicznej I linii „Huta Tarniczka”− 1928[2]